# Ludvík Daněk
Ludvík Daněk (Blansko, 6 gennaio 1937 – Vsetín, 15 novembre 1998) è stato un discobolo cecoslovacco, campione olimpico nel 1972 e campione europeo l'anno precedente.
È stato detentore del record mondiale di specialità dal 1964 al 1968.

## Palmarès
| Anno | Manifestazione | Sede              | Evento           | Risultato | Misura  | Note |
| ---- | -------------- | ----------------- | ---------------- | --------- | ------- | ---- |
| 1962 | Europei        | Belgrado          | Lancio del disco | 9º        | 52,12 m |      |
| 1964 | Olimpiadi      | Tokyo             | Lancio del disco | Argento   | 60,52 m |      |
| 1966 | Europei        | Budapest          | Lancio del disco | 5º        | 56,24 m |      |
| 1968 | Olimpiadi      | Città del Messico | Lancio del disco | Bronzo    | 62,92 m |      |
| 1969 | Europei        | Atene             | Lancio del disco | 4º        | 59,30 m |      |
| 1971 | Europei        | Helsinki          | Lancio del disco | Oro       | 63,90 m |      |
| 1972 | Olimpiadi      | Monaco di Baviera | Lancio del disco | Oro       | 64,40 m |      |
| 1974 | Europei        | Roma              | Lancio del disco | Argento   | 62,76 m |      |
| 1976 | Olimpiadi      | Montréal          | Lancio del disco | 9º        | 61,28 m |      |

## Riconoscimenti
- 2 volte atleta cecoslovacco dell'anno (1965, 1972).
- Nel 1995 è diventato cittadino onorario della città di Blansko.